# Lora de Estepa
Lora de Estepa is een gemeente in de Spaanse provincie Sevilla in de regio Andalusië met een oppervlakte van 18,09 km². Lora de Estepa telt 848 inwoners (1 januari 2016).

## Demografische ontwikkeling
Bron: INE, 1857-2011: volkstellingen